# Wilsberg: Das Geld der Anderen
Das Geld der Anderen ist die 43. Folge der Fernsehfilmreihe Wilsberg. Die Erstausstrahlung erfolgte am 22. März 2014 im ZDF. Regie führte Dominic Müller, das Drehbuch wurde von Jürgen Kehrer geschrieben.

## Handlung
Durch den kürzlichen Verkauf einer Sonderausgabe eines Kunden, bei dem es sich um ein wertvolles Unikat handelt, hat Wilsberg 10.000 Euro eingenommen. Doch der vermeintliche Wohlstand des immerzu klammen Antiquars währt nicht lange. Zwei vermummte Kleinkriminelle überfallen Wilsberg mit einer Eisenstange und einer Spielzeugpistole bewaffnet in seinem Antiquariat. Wilsberg gelingt es, eine seiner Visitenkarten zwischen den Geldscheinen zu verstecken, bevor ihm das Geld abgenommen wird. Während einer der Täter im Hinterzimmer in Ohnmacht fällt, macht sich der andere, der eine auffällige Tätowierung in Form eines Spinnennetzes am Hals trägt, mit dem Bargeld aus dem Staub. Dem von den herbeigerufenen Sanitätern auf die Beine geholfenen Einbrecher gelingt die Flucht aus dem Rettungswagen, bevor die Polizei eintrifft, um ihn festzunehmen.
Anstatt von der Polizei Unterstützung bei der Suche nach den Tätern zu erhalten, wird Wilsberg verdächtigt, dass es sich bei der entwendeten Summe um Schwarzgeld gehandelt haben könnte, da er keinen Beleg über die Herkunft der Einnahmen vorweisen kann und somit die Vermutung eines inszenierten Versicherungsbetrugs naheliegt. Bei einem Polizeiverhör erhascht Wilsberg einen Blick auf ein Foto des ihm bis dahin namentlich unbekannten Einbrechers. Georg Wilsberg startet daraufhin den Versuch, das entwendete Geld auf eigene Faust wiederzubeschaffen. Ihm gelingt es zwar, Marv, einen der Täter, in einem schäbigen Mietshaus aufzuspüren, den er bedrängt, ihm sein Geld auszuhändigen. Den größten Teil des Geldes hat jedoch dessen Komplize Lukas bereits ausgegeben. Nach Betäubung mit einem Elektroschocker wird dieser von einem Unbekannten von der Torminbrücke gestoßen und am nächsten Tag leblos im Aasee aufgefunden. Wilsbergs befreundete Kommissarin Anna Springer muss daraufhin zusammen mit ihrem Assistenten Overbeck die Ermittlungen gegen Wilsberg aufnehmen, da er nun unter Mordverdacht steht.
Derweil hat sich Ekki durch die Steuerprüfung des Bauunternehmens Große-Eschhaus, bei dem er einen Steuerbetrug wittert, in eine missliche Lage gebracht. Auf seinem Privatkonto ist von der Geschäftsführung des örtlichen Bauunternehmens die Summe von 10.000 Euro mit dem kryptischen Verwendungszweck „G.E.“ eingegangen. Auf diese Weise versuchen der Geschäftsführer Horst Große-Eschhaus und sein Buchhalter Felix Berning den Verdacht zu erwecken, ein Konkurrent habe den Finanzbeamten Ekki bestochen, um das Bauunternehmen Große-Eschhaus zu diskreditieren. Nach einem anonymen Hinweis auf diesen Zahlungseingang wird Ekki von seinem Vorgesetzten der Korruption verdächtigt. Als Ekki seinem Vorgesetzten Grabowski naiv einen Blick auf sein Online-Bankkonto bei der Teutoburger Bank gewährt, bestätigt sich der anonym gemeldete Zahlungseingang, dessen Verwendungszweck auf das Unternehmen Große-Eschhaus zu verweisen scheint, weswegen er vom Dienst suspendiert wird und die Pläne des Bauunternehmens aufzugehen scheinen.
Während seiner Ermittlungen stolpert Wilsberg in der Nachbarwohnung des von ihm observierten Einbrechers über eine weitere Leiche. Der gehbehinderte Rentner Lothar Wanderscheidt wurde offenbar bereits vor einigen Tagen erschlagen. Anna Springer hat derweil Wilsbergs Visitenkarte in der Geldbörse des getöteten Lukas Feldmann entdeckt und nimmt daraufhin die Ermittlungsarbeiten wieder auf. Wilsberg zieht seine Patentochter Alex zu Rate, um den Mörder dingfest zu machen und die gegen ihn vorgebrachten Mordanschuldigungen zu entkräften. Dabei ist er – wie auch Ekki – auf Alex’ rechtlichen Beistand angewiesen.
Bei seinen weiteren Nachforschungen stößt er auf Wanderscheidts Altenpflegerin Sprakel, die ihm erzählt, dass der Rentner illegal Geld ins Ausland gebracht hat. Auftraggeber für den Transport des Schwarzgeldes war der Unternehmer Große-Eschhaus, der, wie sich später herausstellt, Wanderscheidt noch aus der Schule kennt. Große-Eschhaus’  Buchhalter Berning bedroht nun Sprakel, da er bei ihr die nicht abgelieferte Summe der letzten Fahrt vermutet. Nachdem Wilsberg zusammen mit Ekki und Alex den beiden Betrügern eine Falle gestellt hat, können diese von der Polizei festgenommen werden. Umgebracht wurde Wanderscheidt aber von Sprakel, die ihm aus Ärger darüber, dass er eine billigere Pflegekraft aus Osteuropa eingestellt hatte, mit dem Rollstuhl zu Fall brachte. Lukas, der auf dem Flur Zeuge der Auseinandersetzung wurde, erpresste sie und wurde deswegen von ihr von der Brücke gestoßen.
Zu guter Letzt kann Wilsberg den Cadillac, der ihm von Alex im Auftrag von Marv übergeben wurde, für 10.000 Euro wieder veräußern. Die beiden Einbrecher hatten ihre Beute übereilt für den Erwerb des Autos ausgegeben, weil sie vermuteten, dass etwas mit dem Geld nicht stimme. Das in Wanderscheidts Wohnung versteckte Schwarzgeld von Große-Eschhaus war in einer Essen-auf-Rädern-Verpackung versteckt, die bei der Räumung von Wanderscheidts Wohnung in einem Müllcontainer landet.

## Hintergrund
Der Arbeitstitel der Folge lautete Essen auf Rädern.

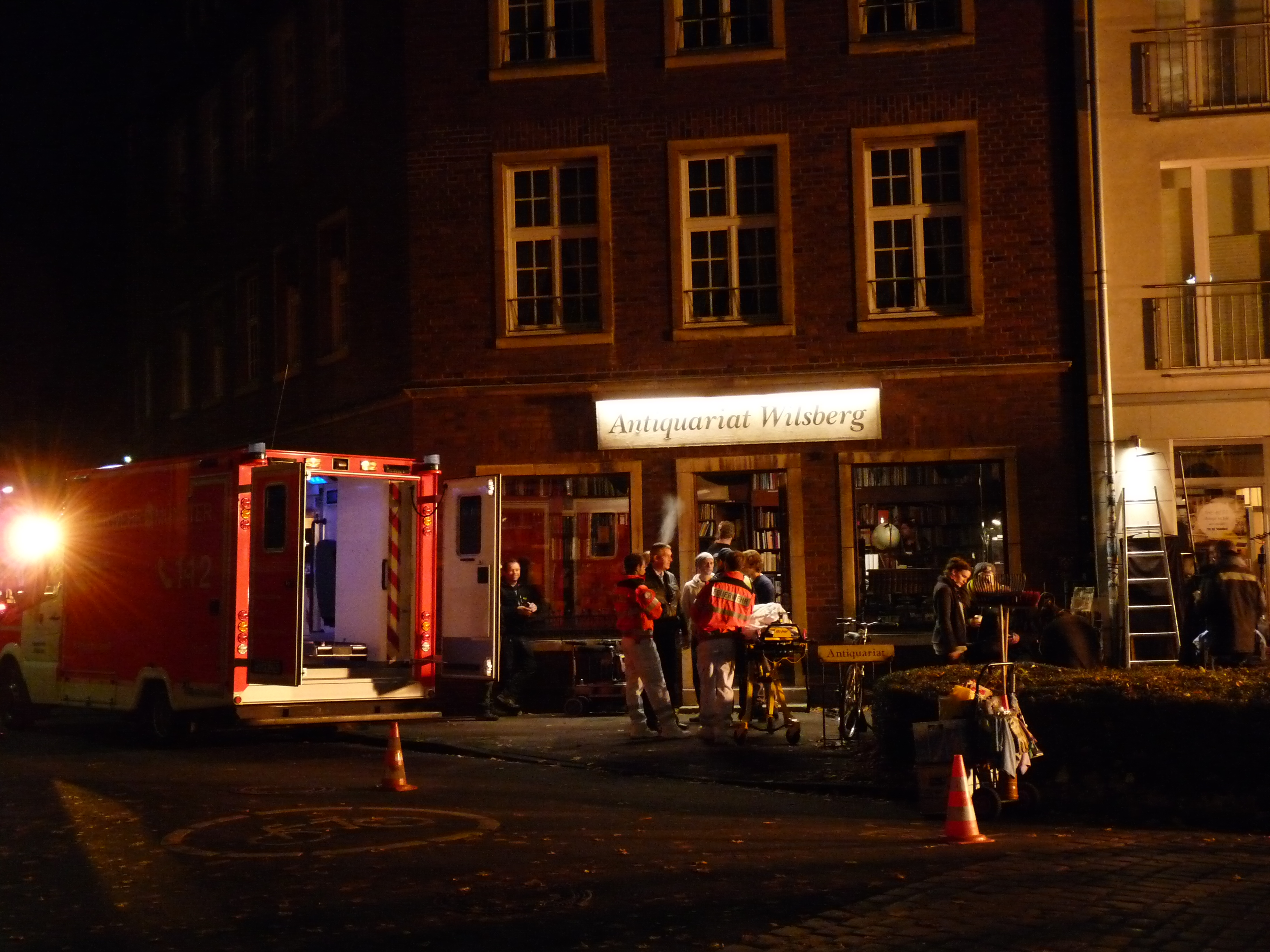
Dreharbeiten am Antiquariat Solder

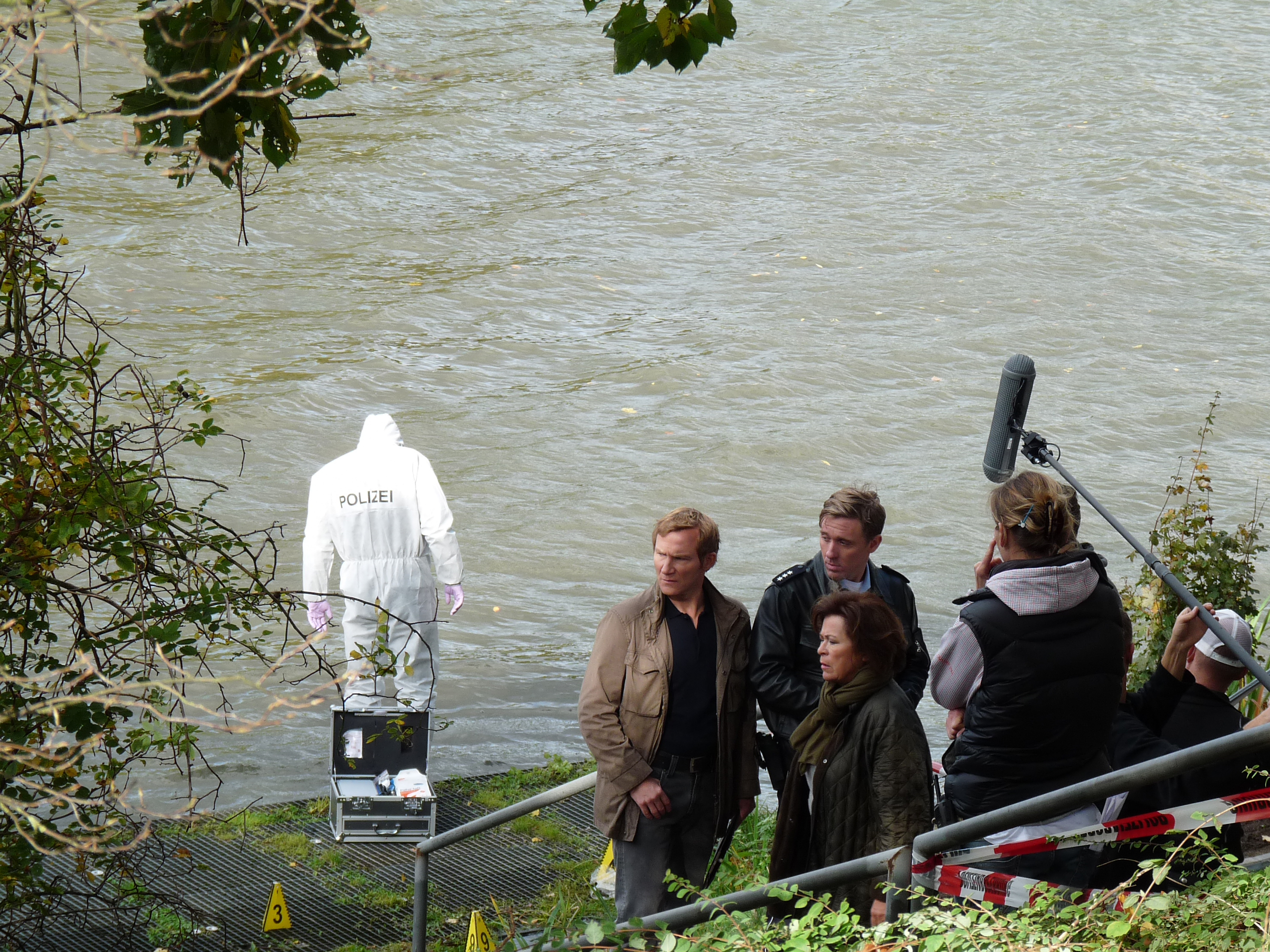
Dreharbeiten am Aasee

Im September 2013 starteten die Dreharbeiten zusammen mit den Dreharbeiten zur Folge 90-60-90 in Köln. Am 24. September 2013 folgten Dreharbeiten in Münsters Umland sowie im Stadtgebiet Münsters, u. a. im Antiquariat an der Frauenstraße, am Prinzipalmarkt sowie am Domplatz. Das Ende der Dreharbeiten war für den 27. November 2013 geplant.
Am 5. Oktober 2013 fand ein Casting für Komparsenrollen in Münsteraner Tatort- und Wilsberg-Folgen im Cineplex Münster statt. Der Einladung zum Casting folgten mehr als 1000 Bürger, die Casting-Agentur Eick zählte 1050 Bewerber.
Die Dreharbeiten in Münster begannen am 20. Oktober 2013. Sie dauerten zehn Tage an. Am 21. Oktober 2013 sowie den beiden Nächten vom 24. Oktober 2013 auf den 26. Oktober 2013 wurde am Antiquariat Solder in der Frauenstraße gedreht. Dort wurde in den Abendstunden des 25. Oktober 2013 die Szenen mit Einsatzwagen der Polizei sowie des Rettungsdienstes aufgezeichnet. Am Antiquariat fanden weitere Dreharbeiten tagsüber vom 28. Oktober 2013 bis zum 31. Oktober 2013 statt. An der Torminbrücke am Aasee wurde am 23. Oktober 2013 in den Mittagsstunden der Leichenfund gedreht.
Die Folge Das Geld der anderen wurde am 22. März 2014 vom ZDF ausgestrahlt. Vier Tage später wurde die Folge von ZDFneo wiederholt. Am 7. September 2014 wurde der Film vom Filmservice Münster.Land des städtischen Presseamtes, dem ZDF sowie der Produktionsfirma Eyeworks Fiction & Film im Rahmen des zwölften Promikellnern zu Gunsten der Krebsberatung unter freiem Himmel an der Freitreppe am Aasee gezeigt.
Der Running Gag „Bielefeld“ verweist in dieser Folge erstmals auf einen Rollennamen, nämlich den von Ronald Kukulies gespielten Charakter des Winfried Bielefeld.
Peter Fieseler trat bereits in den beiden 2013 ausgestrahlten Folgen Die Entführung sowie Treuetest in der Rolle eines Polizisten auf. Ebenso spielte in diesen beiden Folgen Andreas Merker die Rolle des Polizisten Lütke.
Bei dem Wagen, den Wilsberg in der Folge fährt, handelt es sich um einen Cadillac Convertible Coupé der Series 62 aus dem Jahr 1955. Diesen verkauft Wilsberg gegen Ende der Folge an den Münsteraner Rockmusiker Steffi Stephan. Die Dreharbeiten für diese etwa 30-sekündige Szene dauerten knapp drei Stunden. Es handelt sich hierbei um die erste Rolle, die Steffi Stephan in einem Film übernahm. Anfang der 1990er Jahre führte Steffi Stephan eine Klage gegen Jürgen Kehrer auf Vertriebsverbot und Schmerzensgeld von dessen 1991 veröffentlichtem zweiten Wilsberg-Krimi In alter Freundschaft an, weil er sich ungefragt als Charakter des Romans wähnte, der Kindesmissbrauch thematisiert und der gleichnamigen Verfilmung In alter Freundschaft aus dem Jahr 1998 zugrunde lag. Das Gericht folgte indes nicht der Klage Stephans.
Der Abspann der Folge wird mit dem Titel Money, Money, Money von Nils Landgren Funk Unit aus dem Jahr 2004 musikalisch untermalt.
Bereits 1978 erschien ebenfalls unter dem Titel Das Geld der anderen ein französisches Filmdrama von Christian de Chalonge.

## Rezeption

### Einschaltquoten
Die Folge Das Geld der Anderen erreichte bei der Erstausstrahlung im ZDF eine Zuschauerzahl von 6,97 Millionen, was einem Marktanteil von 21,8 Prozent entsprach. Damit erzielte die Sendung die größte Zuschauerzahl des Tages.

### Kritik
Nach Urteil von Thomas Gehringer träfen in der Folge Das Geld der Anderen eine „leicht unübersichtliche Handlung und eine brave Inszenierung“ auf „Kebbeleien zwischen den (überwiegend) sympathischen Hauptfiguren“. „Die Dialoge sind mal spritzig, mal plump und das Ensemble kommt ausgewogen und gleichberechtigt zum Zuge“, doch „häufig treiben haarsträubende Zufälle die Handlung voran“. „Auf Logik bis ins Detail kommt es hier weniger an“, befindet Gehringer, da der Film auf seine Weise zu unterhalten wisse, denn „das Tempo ist für Wilsberg-Verhältnisse hoch, und das Schwarzgeld-Thema bleibt, im großen wie im kleinen Maßstab, konsequent der rote Faden des Films“. „Einige hübsche Sidekicks“, darunter Collien Ulmen-Fernandes als Putzfrau mit EDV-Kenntnissen, werteten die Folge auf. Nicht zuletzt durch einen Cameo-Auftritt des Münsteraner Rockmusikers Steffi Stephan werde „das Wilsbergsche Krimi-Pflaster Münster für die Fans der Reihe weiter routiniert, aber durchaus unterhaltsam gepflegt“. Es sei „viel los in der Wilsberg-Folge“, die „zu den unterhaltsameren der Reihe zählt“ und „Format-Fernsehen, das nicht bloße Routine ist“, darstelle. Zusammenfassend vergab Gehringer vier von sechs möglichen Punkten.
Tilmann P. Gangloff schrieb für die Frankfurter Rundschau, die Folge Das Geld der Anderen sei „zwar nicht herausragend, dafür aber sehenswert“. „Wie es Autor Jürgen Kehrer gelingt, die verschiedenen Handlungsstränge“ des Steuer- sowie des Mordfalls „schließlich glaubwürdig zu einer einheitlichen Geschichte zu verknüpfen, ist durchaus beeindruckend“, lobte Gangloff das Drehbuch. „Die Inszenierung ist dagegen eher unauffällig“, lautete Gangloffs Urteil zur Qualität der Regiearbeit von Dominic Müller. „Es macht wie immer großen Spaß, den Schauspielern zuzuschauen, und das gilt keineswegs bloß für das Stammensemble“, denn „auch die Gastdarsteller sind sehenswert, allen voran Vladimir Burlakov als jugendlicher Räuber mit der fatalen Neigung, in brenzligen Situationen in Ohnmacht zu fallen“, sowie Stefanie Höner in der Rolle der „sympathischen Altenpflegerin“.
Die Folge Das Geld der Anderen sei nach Einschätzung der Redaktion von TV Spielfilm ein „typischer Wilsberg-Fall“ und biete „Launiges aus Krimispaß-Münsterland“. Als Gesamtwertung erhielt die Folge eine neutrale und damit die zweitbeste von drei möglichen Wertungen.
Die Redaktion der prisma urteilte, „auch dieser neue Fall der Reihe wandelt auf völlig ausgelatschten Pfaden“, und vergab der Folge einen von drei möglichen Punkten.
In der Kritik der Redaktion von TV Today ist zu lesen, die Folge sei „nett, schießt diesmal aber übers Ziel hinaus“. Das Geld der Anderen komme „wie immer mit kauzigem Humor“ daher, „auch wenn die Komik diesmal etwas bemüht wirkt“. Die Folge sei „milieusicher inszeniert“, wenngleich der Fall „mit einer konstruiert zusammengefügten Nebenhandlungheillos überfrachtet“ sei und die Sozialkritik „aufgesetzt“ wirke. Als Gesamtwertung erhielt die Folge einen von drei möglichen Punkten.
Johannes Loy von den Westfälischen Nachrichten ist der Meinung, die Folge Das Geld der Anderen enthalte „diesmal wieder mehr Krimi“. Anstatt auf „Psycho-Klamauk“ zu setzen, werde „ein teilweise dramatischer Fall“ in der Folge erzählt. „Putzig“ fielen die „Scharmützel“ zwischen Overbeck und Wilsberg aus. „Staunen“ hinterlasse die Auflösung, die Drehbuchautor Jürgen Kehrer „trickreich“ ersonnen habe. „So kann es weitergehen mit Wilsberg und Co.“, schloss Loy seine positive Kritik.